# Ривертон (Њу Џерзи)
Ривертон (енгл. Riverton) град је у америчкој савезној држави Њу Џерзи.

## Демографија
По попису из 2010. године број становника је 2.779, што је 20 (0,7%) становника више него 2000. године.
| Група             | 2000.         | 2010.         |
| Белци             | 2.625 (95,1%) | 2.562 (92,2%) |
| Афроамериканци    | 49 (1,8%)     | 92 (3,3%)     |
| Азијати           | 23 (0,8%)     | 21 (0,8%)     |
| Хиспаноамериканци | 30 (1,1%)     | 56 (2,0%)     |
| Укупно            | 2.759         | 2.779         |